# Desmognathus melanius
Espèce
Synonymes
- Leurognathus marmorata melania Martof, 1956

Desmognathus melanius est une espèce d'urodèles de la famille des Plethodontidae.

## Répartition
Cette espèce est endémique des États-Unis. Elle se rencontre dans l'ouest de la Caroline du Nord et dans l'est du Tennessee dans le bassin de la Nantahala.

## Publication originale
- Martof, 1956 : Three new subspecies of Leurognathus marmorata from the southern Appalachian Mountains. Occasional Papers of the Museum of Zoology, University of Michigan, no 575, p. 1–14 (texte intégral).